# Vareniclina
Vareniclina es un medicamento utilizado para tratar la adicción al tabaco.

## Historia
La vareniclina fue descubierta en Pfizer a través de experimentación modificando la estructura de la citisina.

## Farmacología

### Mecanismo de acción
La vareniclina es un agonista parcial del receptor nicotínico de acetilcolina, α4β2. Es un ansiolítico.

### Uso terapéutico
Es un medicamento no nicotínico para dejar de fumar. Básicamente actúa reduciendo el efecto de la nicotina en el cerebro y reduciendo la ansiedad causada por el síndrome de abstinencia.

## Aprobación de la FDA
La vareniclina, fabricada por Pfizer, recibió prioridad de revisión (priority review) por parte de la Food and Drug Administration (FDA), lo que significa que fue aprobado dentro de los seis meses de presentado, en lugar de los diez meses acostumbrados, gracias a haber demostrado efectividad en los ensayos clínicos.
La FDA aprobó el medicamento el 11 de mayo de 2006. 
El 29 de septiembre de 2006, fue aprobada su venta para la Unión Europea.

## Uso médico

### Tratamiento
El tratamiento se inicia mientras el paciente aún sigue fumando. Los tres primeros días toma una pastilla de media dosis, y los cuatro siguientes dos medias dosis al día (mañana y tarde). La respuesta durante estos días entre los pacientes es variada: algunos dejan de fumar prácticamente al instante, otros reducen los cigarrillos fumados y la mayoría mantienen más o menos la cifra habitual.
El paciente debe elegir un día entre el 8.º y el 14.º día (2.º semana de tratamiento) para dejar absolutamente el tabaco, pasando a tomar una dosis por la mañana y otra por la tarde. A partir de aquí el paciente debería seguir tomando esta dosis durante varias semanas (12 según el propio fabricante), aunque este aspecto dependerá también de lo que sienta cada persona. Es aconsejable que pasadas las primeras semanas se consulte con el médico para ir manteniendo o reduciendo las dosis hasta dejar el medicamento por completo. En caso de efectos secundarios molestos, debe suspenderse cautelarmente el tratamiento y acudir al médico o farmacéutico.
La vareniclina por sí sola no elimina las ganas de fumar ni evita que surjan los típicos síntomas que aparecen cuando un fumador deja de fumar (ansiedad, cambios de humor, etc.), aunque también es cierto que los reduce. Es importante destacar que el paciente debe estar convencido de su decisión de abandonar el tabaco y asumir que, pese a la ayuda del medicamento, va a tener que pasar unas cuantas semanas con molestias. También debe tenerse en cuenta que como muchos medicamentos, su efecto es diferente en cada persona, así como sus efectos secundarios.
Durante el tratamiento no pueden usarse otros medicamentos para dejar de fumar, tanto si son nicotínicos (parches o chicles de nicotina) como si son otros medicamentos antitabaco. 
La dosis óptima para ayudar a la cesación del hábito de fumar se logró mediante estudios aleatorizados y controlados con placebo, cuyos objetivos finales principales fueron la completa abstinencia por un período consecutivo de 28 días y la confirmación de lo informado en la declaración del paciente mediante la espiración de un nivel de CO igual o menor de 10 ppm. Los objetivos finales secundarios fueron la ratificación de los principales hasta las 52 semanas de cesación del consumo de cigarrillos. De este modo, se consideró que la dosis óptima para promover el abandono del hábito tabáquico es de 1 mg 2 veces por día.
Existen estudios comparativos entre la vareniclina y el bupropión. Las tasas de abstinencia fueron significativamente superiores para el primer fármaco, y ambas significativamente superiores a las del placebo. Del mismo modo, la magnitud del cuadro derivado de la abstinencia, cuando se presentó, también favoreció a la vareniclina.

### Efectos secundarios
Los posibles efectos secundarios incluyen:
- Náuseas.
- Dolor de cabeza.
- Vómitos.
- Flatulencias.
- Insomnio.
- Sueños anormales.
- Disgeusia (alteración en el sentido del gusto).
- Trastornos mentales
- Ideas suicidas[8][9]

Pero los efectos secundarios que más preocupan son los de la esfera neuropsiquiátrica. Por eso se agregó una etiqueta obligatoria en el envase que advierte sobre estos potenciales peligros relacionados posiblemente al consumo de vareniclina. 
Estos síntomas reportados son: cambios de humor, irritabilidad, somnolencia, mala coordinación física (por lo que se recomienda no manejar maquinarias peligrosas y evitar la conducción cuando se está consumiendo la medicación), alucinaciones, reacciones paranoides, depresión y conductas suicidas. 
Esto no se sabe si es por la medicación, la abstinencia al cigarrillo o la personalidad previa del paciente. Pero antes de dar esta medicación se debe averiguar si el paciente tiene antecedentes de depresión, bipolaridad o esquizofrenia. En estos pacientes sería no adecuado tomar vareniclina. Además si en el curso de un tratamiento un paciente presenta algún cambio de carácter significativo debería ser suspendida la medicación. 
En España es posible conseguir el medicamento sin receta médica, aunque es muy recomendable ir antes al médico, especialmente si se sufre de alguna patología psicológica previa o se padece alguna enfermedad crónica.

## Ventas estimadas
El analista John LeCroy, de Natexis Bleichroeder, estima que las ventas pico anuales deberían alcanzar los 500 millones de dólares[cita requerida].